# Hot Springs (South Dakota)
Hot Springs is een city in het zuidwesten van de Amerikaanse staat South Dakota. Het stadje is de hoofdplaats van Fall River County en de bestuurszetel van het naburige Oglala Lakota County, dat zelf geen hoofdplaats heeft.

## Demografie
Bij de volkstelling in 2000 werd het aantal inwoners vastgesteld op 4129. In 2006 is het aantal inwoners door het United States Census Bureau geschat op 4102, een daling van 27 (-0,7%).

## Geografie
Volgens het United States Census Bureau beslaat de plaats een oppervlakte van 7,5 km², geheel bestaande uit land. Hot Springs ligt op ongeveer 1051 meter boven zeeniveau. Even ten noorden van het stadje ligt Nationaal park Wind Cave.

## Bezienswaardigheden

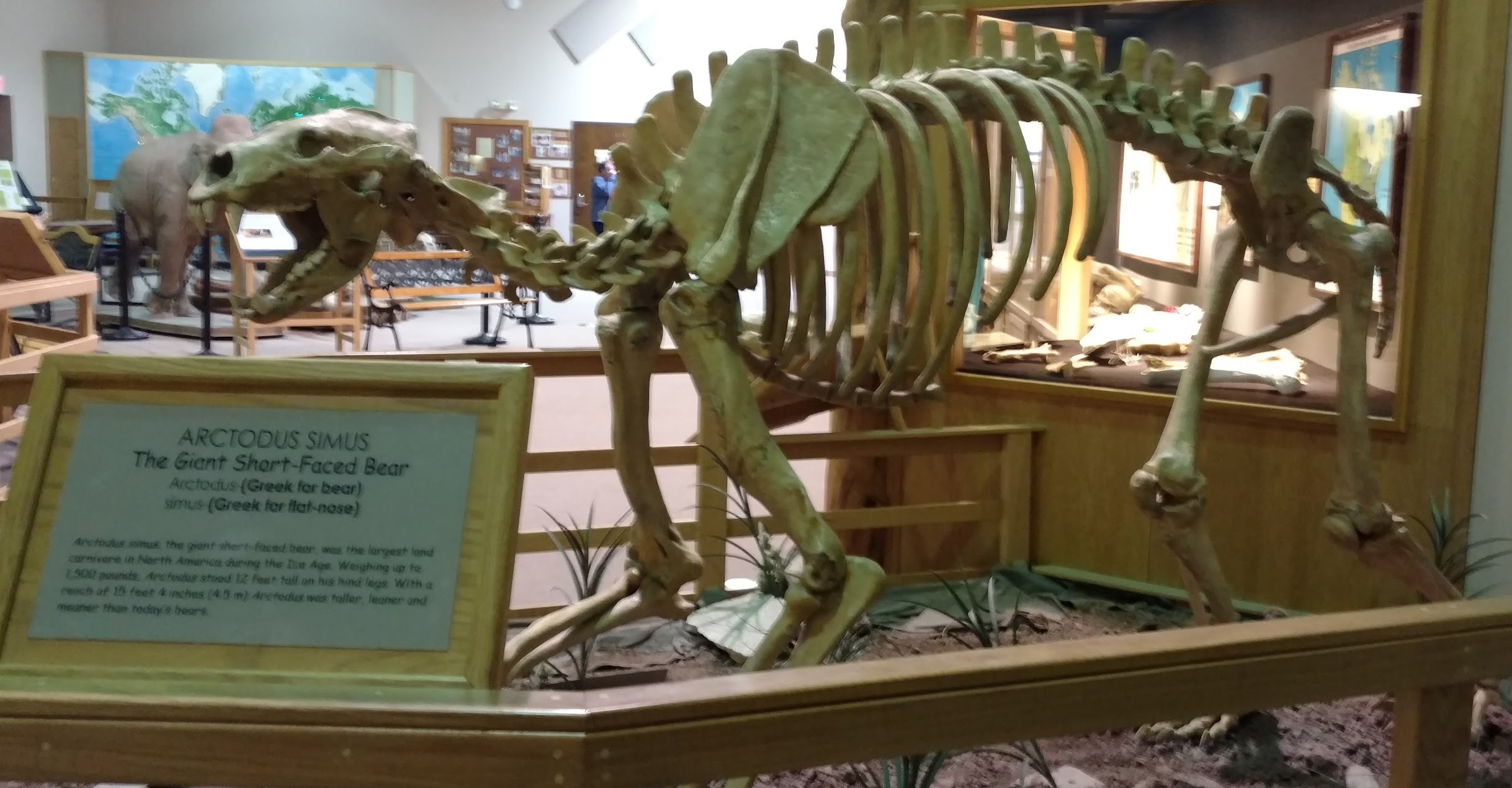
Een Arctodus simus, Mammoth Site Museum, Hot Springs, South Dakota

The Mammoth Site is een museum en actieve paleontologische site. Tussen 1974 en 2024 werden er onder meer 61 mammoetskeletten gevonden in een zinkgat. De 3 wolharige mammoeten en 59 Amerikaanse mammouten werden aangetroffen in verschillende tot 200.000 jaar oude grondlagen.

## Plaatsen in de nabije omgeving
De onderstaande figuur toont nabijgelegen plaatsen in een straal van 36 km rond Hot Springs.